# Badeborn

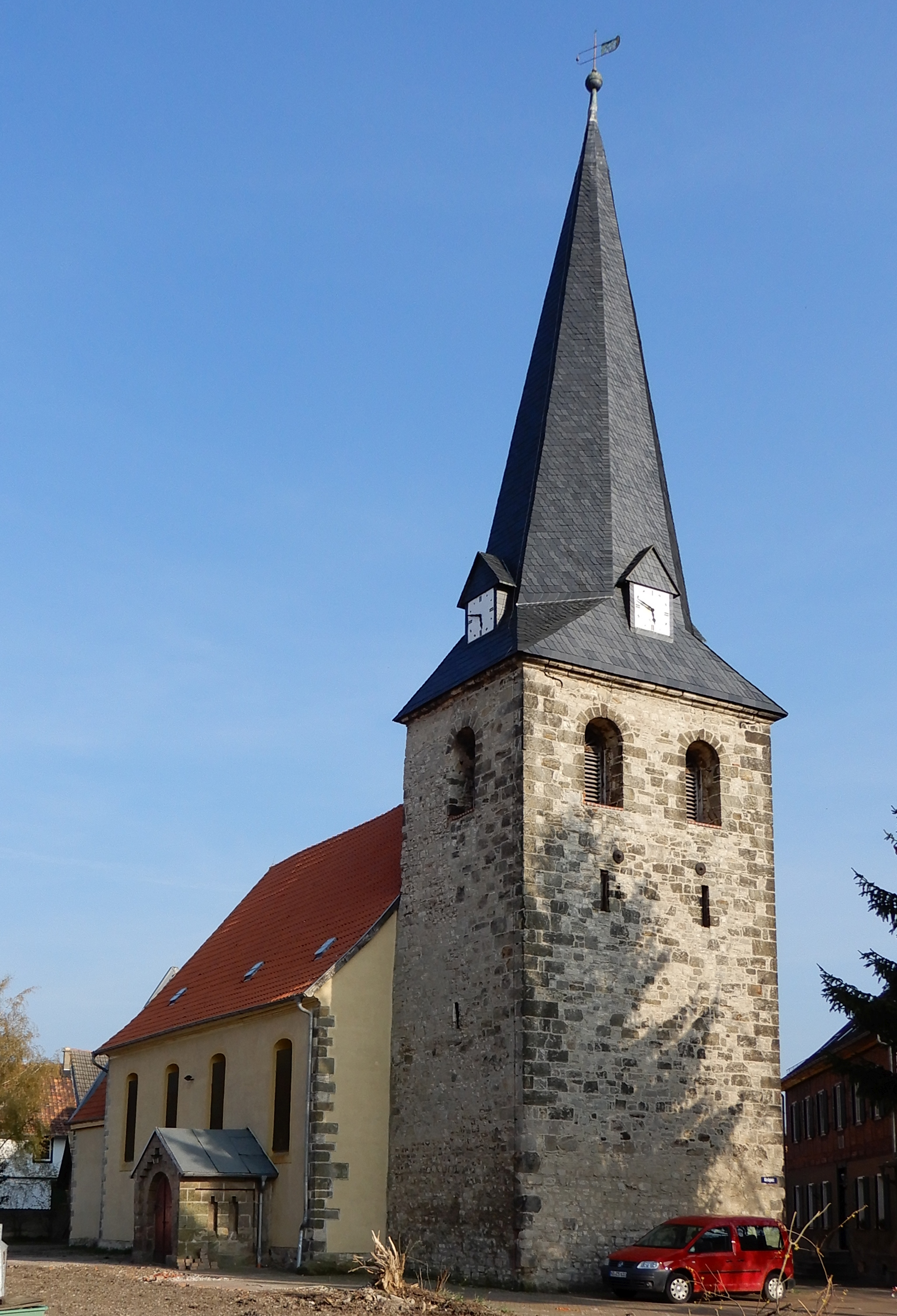
St. Viti Kirche

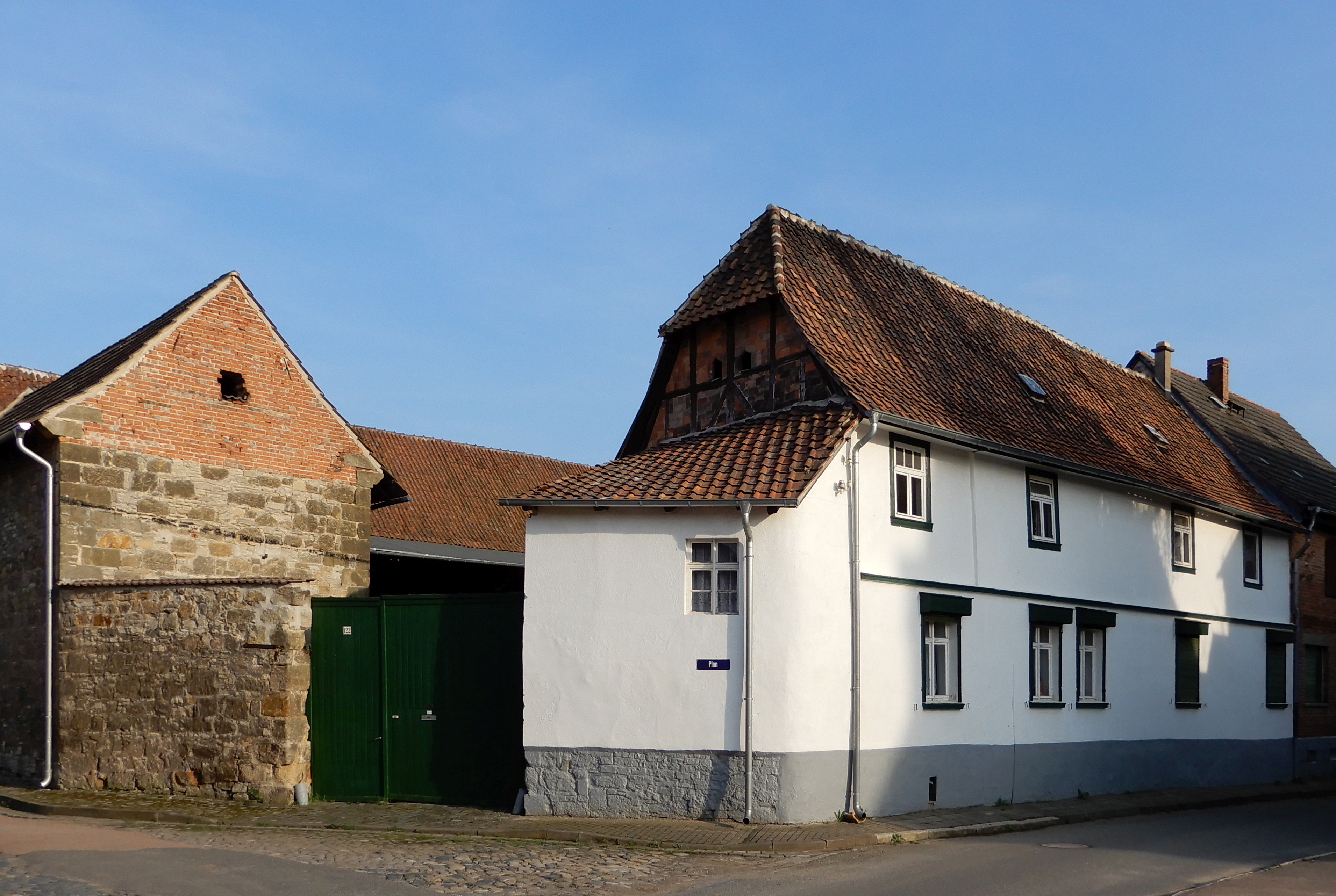
Bauernhof in der Ortsmitte

Badeborn ist ein Ortsteil der Stadt Ballenstedt im Landkreis Harz in Sachsen-Anhalt.

## Geografie
Badeborn liegt 6 km nördlich von Ballenstedt, im östlichen Harzvorland. Die nächsten größeren Ortschaften sind Quedlinburg im Westen und Aschersleben im Osten. Nördlich von Badeborn verläuft die Bundesstraße 6, südlich die Bundesstraße 185.

## Wappen
- Blasonierung: In Gold ein roter Ziehbrunnen mit schwarzem Schöpfeimer.

Bei dem Brunnen handelt es sich um das Wahrzeichen des Ortes, den „Hasselborn“. Der Ortsname Badeborn verweist auf einen Brunnen, denn „Borne“ war die mittelniederdeutsche Bezeichnung für einen natürlich fließenden Quellbrunnen. Ein Rekonstruktionsversuch des Brunnens wurde am ursprünglichen Standort in der Dorfmitte errichtet.

## Geschichte
Der Ort wird 961 in einer Urkunde von König Otto II. als Bedeburn erstmals erwähnt. Badeborn ist eine der ältesten urkundlich erwähnten Ortschaften im Harz und Harzvorland.
Überregionale Aufmerksamkeit erregte Badeborn mit der Umsetzung einer außergewöhnlichen Wettlaune in den 1980er Jahren. Aus einer privaten Wette im Jahr 1984, deren Inhalt es war, ein mit Wasser gefülltes Bierfass auf Zeit, von dem Nachbarort Hoym nach Badeborn zu rollen, wurde im Lauf der Zeit ein fester und alljährlicher Punkt im Veranstaltungskalender mit wahrem Volksfestcharakter.
Von den sehr zahlreichen Wirtshäusern des 19. und frühen 20. Jahrhundert hat sich nur das „Lämmchen“ in der Dorfmitte erhalten. Eine weitere gastronomische Einrichtung, die jedoch erst nach der politischen Wende 1989 entstand, ist die Gaststätte „Zum Schimmel“ im Oberdorf direkt an der Hauptstraße.
Am 4. August 2002 wurde das Dorf im Rahmen der Gebietsreformen ein Ortsteil der Stadt Ballenstedt.

## Kultur
Im Ort gibt es zwei Vereine und mehrere private Interessengruppen, die unterschiedliche Kulturarbeit leisten. Sie richten mehrmals im Jahr offizielle Feste im Ort aus, die zum Teil überregional bekannt sind und zahlreiche Besucher anziehen. Dazu zählen das Schützen- und Heimatfest des örtlichen Schützenvereins und seit einigen Jahren die immer beliebter werdende „Oldtimerausstellung“ der Oldtimerfreunde Badeborn. Beide Veranstaltungen werden in den Sommermonaten abgehalten.
Am Ortsausgang in Richtung Quedlinburg steht das zu DDR-Zeiten von der LPG errichtete „Kulturhaus“ des Dorfes, das für Heimat- und Schützenfeste, sowie für Privatfeiern genutzt wird. In das Kulturhaus integriert ist ein kleines Restaurant mit dem Namen „Bauernstube“.
Ortsansässige Vereine sind der Fußballverein „Schwarz-Weiß Badeborn“, der „Schützenverein, 1895 e. V. Badeborn“ und der Kegelsportverein KSV 1954 Badeborn e. V. Private Interessengruppen sind u. a. der „Foto und Filmklub Badeborn“ und die „Oldtimerfreunde Badeborn“.
Mit fast fünfzig Mitglieder ist der Rassegeflügelzuchtverein e. V. ein recht großer, aktiver Verein. Auch über die Harzkreisgrenze ist der Verein unter den Fachleuten bekannt, nicht zuletzt auch durch die Beteiligungen einiger Mitglieder zur jährlichen Lipziaschau in Leipzig.

## Sehenswürdigkeiten

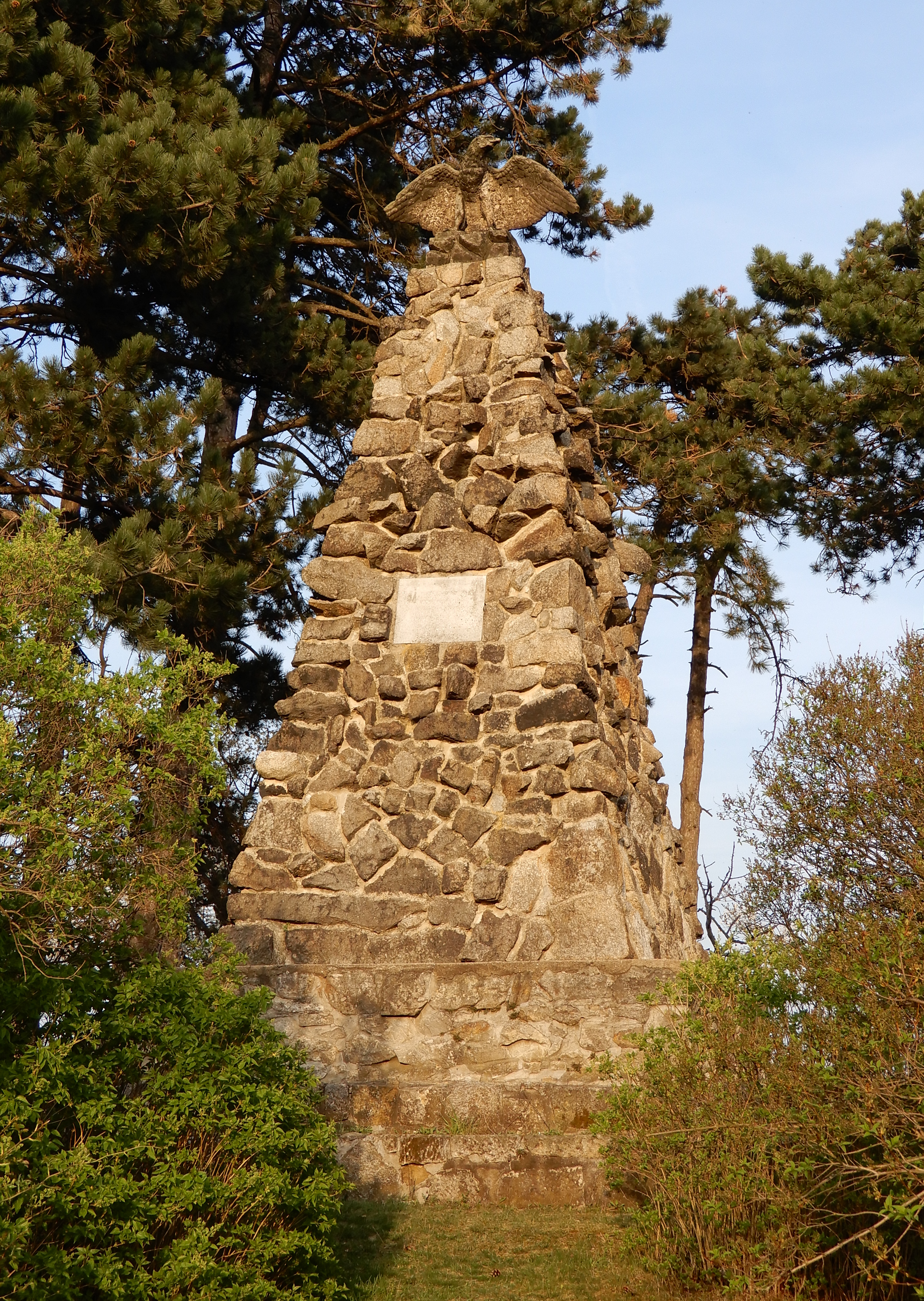
Kriegerdenkmal auf dem Ruhmberg

- Auf dem Ruhmberg befindet sich ein aus Bruchsteinen errichtetes Kriegerdenkmal für die Gefallenen des Deutsch-Französischen Krieges von 1870/71
- Die evangelische Kirche St. Viti wurde in ihrer Form im 16. Jahrhundert auf einem älteren Vorgängerbau errichtet. Die Kirche war eine der Wirkungsstätten des bedeutenden nachreformatorischen Theologen Johann Arndt. Er bekam 1583 das lutherische Pastorat von Fürst Joachim Ernst von Anhalt für Badeborn übertragen. Arndt amtierte als Pastor von 1584 bis 1590 in Badeborn.
- Auf den Seweckenbergen westlich des Dorfes befindet sich mit der in den 1990er-Jahren sanierten Seweckenwarte eine der Quedlinburger Feldwarten. Sie ist begehbar und bietet einen einmaligen Rundblick über das gesamte östliche Harzvorland bis hin zum Brocken und nach Aschersleben.
- Zwei Kilometer südlich in Richtung Ballenstedt befindet sich der Flugplatz Ballenstedt. Über dem Verkehrslandeplatz liegen die kleinen und großen Gegensteine als östlichste Ausläufer der Teufelsmauer.
- Im Dorf gibt es einige typisch mitteldeutsche Bauernhöfe mit rechteckigem Hof, um den sich Wohngebäude und Wirtschaftsgebäude zu einem Vierseithof vereinen. Vereinzelt sind auch noch die in der Mitte der Höfe stehenden Taubenhäuser bzw. Taubentürme, sogenannte „Dubenspieler“ erhalten.
- Eine Begräbnis- und Gedenkstätte für ermordete KZ-Häftlinge, die auf einem Todesmarsch des KZ Langenstein-Zwieberge im April 1945 von der SS bei Badeborn getötet wurden, befindet sich 200 Meter entfernt vom südlichen Ortsausgang in Richtung Ballenstedt.

## Wirtschaft
In Badeborn sind einige mittelständische Unternehmen angesiedelt, die zum Teil ihre Produkte überregional vertreiben. Dazu gehören eine Feinkostfirma, ein Betonwerk, eine Bauschlosser- und Metallbaufirma, eine Heizungs- und Sanitärfirma sowie ein Transportdienstleister.